# Onze de Setembre (metrostation)
Onze de Setembre is een station van de metro van Barcelona, aan de grens van de stad, in het district Sant Andreu. Het in juni 2010 geopende station bedient de lijnen L9 en L10, die het grootste deel van hun traject over hetzelfde spoor rijden. Het ligt, op een diepte van 31 meter, op de hoek van de Rambla Onze de Setembre en Carrer Virgili.
Op de lijnen L9/L10 rijden onbemande metrostellen, waardoor ook op dit station de sporen met doorzichtige schermen volledig van de perrons zijn gescheiden.
Lijn 9 Zuid
Aeroport T1 · Aeroport T2 · Mas Blau · Parc Nou · Cèntric · El Prat Estació · Les Moreres · Mercabarna · Parc Logístic · Fira · Europa-Fira · Can Tries - Gornal · Torrassa · Collblanc · Zona Universitària
Lijn 9 Noord
La Sagrera · Onze de Setembre · Bon Pastor · Can Peixauet · Fondo · Santa Rosa · Església Major · Singuerlín · Can Zam
Lijn 10 Zuid
ZAL | Riu Vell · 
Ecoparc · Port Commercial | La Factoria · Zona Franca · Foc · Foneria · Ildefons Cerdà | Ciutat de la Justícia · Provençana · Can Tries | Gornal · Torrassa · Collblanc
Lijn 10 Noord
La Sagrera · Onze de Setembre · Bon Pastor · Llefià · La Salut · Gorg